# グッドワイフ (日本のテレビドラマ)
『THE GOOD WIFE / グッドワイフ』は、TBS系「日曜劇場」枠で2019年1月13日から3月17日まで放送されたテレビドラマ。
キャッチコピーは「立ち向かえ。法廷と理不尽に。」。
アメリカ合衆国・CBSで、2009年9月22日から2016年5月8日まで計7シリーズにわたって放送されたテレビドラマ『The Good Wife』をリメイク。
検察官だった夫が汚職により逮捕され、女性スキャンダルも明らかになる中、16年ぶりに弁護士に復帰した妻が様々な困難に立ち向かっていく姿を描いていくストーリー。主演は常盤貴子。

## あらすじ
出産を機に弁護士を辞めた蓮見杏子は、専業主婦として東京地検特捜部長である夫の壮一郎を懸命に支え、育児に励み、家庭を守ってきた。しかし、そんな幸せな日々が続く最中に壮一郎が突然収賄罪で逮捕され、さらには女性との不倫スキャンダルまで明らかになり、懸命に家庭を守ってきた杏子の生活は激変。壮一郎のスキャンダルの真相が明確でない中、杏子は2人の子供を守るために16年ぶりに弁護士に復帰することを決断する。司法修習時代の同期である多田征大の力を借りて、多田が共同経営している法律事務所に仮採用される。スキャンダルの渦中にある検事の妻として好奇の目に晒され、さらには16年ぶりの弁護士活動に悪戦苦闘する。しかし、持ち前の強い信念の下、決して“自分を諦めない”を胸に様々な困難に立ち向かっていく。杏子は久しぶりの弁護士の仕事に悪戦苦闘しつつも、任された事件にしっかりと向き合い、不安な気持ちに押し潰されそうな依頼人の心に寄り添いながら、事件解決への道を模索する。

## キャスト

### 神山多田法律事務所
蓮見杏子（はすみ きょうこ）〈44〉
演 - 常盤貴子
弁護士。旧姓：三沢。司法修習時代を首席で卒業。壮一郎と結婚する前は大手の弁護士事務所に3年間勤めていた。姑・幸枝からのスマホ着信音は「SF交響ファンタジー第1番」。動揺したときは、早口になり人の顔を見ない癖をもつ。壮一郎が逮捕されるまでは、家族で高級住宅地の一軒家に住んでいた。
ある日、東京地検特捜部長である夫の壮一郎が収賄容疑で逮捕され、さらには女性スキャンダルが明らかになり、これがきっかけで16年ぶりに弁護士に復帰する。司法修習時代同期の多田の力を借りて、彼が共同で運営する法律事務所に仮採用されるのだが、16年のブランクに悪戦苦闘する。さらにはスキャンダルの渦中の妻として好奇の目に晒されつつも、持ち前の強い信念で様々な困難に立ち向かっていく。
第6話で、林が壮一郎の弁護を辞任したことにより、自ら彼に弁護を申し出る。亜紀との話は自ら名乗り出て、彼女の口を割らせた。
亜紀とのスキャンダルを犯した壮一郎に対して許すことができず離婚しようとしたが、彼のスキャンダルは誤解だったことと冤罪が晴れたことでやり直そうとした。しかし、その後に発覚した壮一郎が円香と行なった一度の過ちを許すことができず、離婚を申し出て彼も受け入れた。離婚後も壮一郎と会っており、隼人と綾香にも彼と会わせたりして円満な関係を続けている。
多田征大（ただ まさひろ）
演 - 小泉孝太郎
共同代表兼弁護士。杏子とは司法修習時代の同期。独身。5年前に神山に引き抜かれ、2年前に代表を共同で受け持つようになる。神山には反対されるものの、16年ぶりに弁護士として復帰した杏子を雇い入れる。
企業法務に関する弁護を主に合理的に行ない、以前の法律事務所にいた10年位前までは証言をお金で買うことも駆使して、あらゆる方法で勝訴してきた。しかし、依頼人と真摯に向き合う杏子の姿を見て、弁護士としての考えを彼女に感化されつつある。
司法修習時代より杏子に想いを寄せていたものの、彼女が首席で自身は6番目で卒業したことに引け目を感じて告白しなかった。しかし、杏子の夫・壮一郎が逮捕されたことによりその想いが再燃する。第6話で、杏子に司法修習時代から好意を抱き、夜に屋上に来るように留守電を残して告白したものの、壮一郎が留守電を消去したことで彼女が告白を聞けなかったとは知らず、一方的にふられたと思って諦めがついた。しかし、杏子への想いは完全に捨て切れず、第8話で交渉成立して手配できた南原の汚職の証拠となる改ざん前の経済特区に関する決裁文書を、交渉がまとまらずに手配出来なかったと嘘をついた。しかし、翌日になって改まって改ざん前の決裁文書のコピーを杏子と壮一郎に手渡す。
第9話で、壮一郎が設立させた特命チームの捜査内容の見直しで、裁判官の小宮との癒着関係を疑われ、壮一郎の部下となった脇坂に贈賄容疑で逮捕された。最終回で、贈賄罪で起訴され、神山がメイン、杏子がサブとして弁護し、保釈された。当初は、小宮のことを思って彼にお金を渡していないと主張したが、法廷で脇坂に円香が用意した証拠写真を開示されて窮地に陥ったため、神山が休廷を申し出る。休廷中に杏子に説得されて10年前の過ちを繰り返さないようにするために、再開後は態度を改めてお金を渡した目的は小宮が支援している「冤罪被害者の会」に寄付したことと正直に話した。その後、起訴は取り消しとなったが、神山に事務所の看板から自分を外すように依頼し、前述の件に関する弁護士会の処分を仰ぐこととなった。
円香みちる（まどか みちる）
演 - 水原希子
パラリーガル。豊富な交友関係を武器に重要な証言や情報を手に入れ、常に弁護士の右腕として活躍している逸材。前職は検察事務官であった。仮採用の杏子と朝飛より給料が安いことに不満を持っている。
元夫からDVを受けた影響で、身の安全を守るために護身術を身に付ける。
検察事務官時代に夫からのDVに悩んで上司の壮一郎に相談し、彼の助けで離婚が成立した。しかし、次第に壮一郎に好意を抱くようになり、離婚した元夫に彼と写っている写真でゆすられたことにより、3年前に検察事務官を退職し、1年後に「神山多田法律事務所」に入所する。
第1話で壮一郎の下で3年間働いて解雇されたと杏子に伝える。杏子にあまり好意的な印象を持っていなかったのは、壮一郎の犯した自身と亜紀の浮気に気づかないおめでたい女性と思ったため。しかし、杏子と共に仕事をしていくうちに考えが改まり、友達と思える関係までになったが、彼女が事実を知り険悪な関係になってしまったため、多田に退職する意思を伝えた。
最終回で、多田が小宮にお金を渡す証拠写真を杏子に見せようとしたが、「あなたの顔をみたくない」と言われそのまま持ち帰り、代わりに脇坂に証拠写真を提出した。その写真は多田が「冤罪被害者の会」に寄付したと正直に話すきっかけとなった。杏子には、この裁判が終わったら退職することを伝える。
朝飛光太郎（あさひ こうたろう）〈26〉
演 - 北村匠海
仮採用された新人弁護士。上司には遠慮なしに意見を述べる一方で、肝心なところではしっかりと抑える愛されキャラ。のちに多田のフットサル仲間に加わる。三兄弟の次男として育ち、長男と三男との仲が悪く、間に入っての仲裁が多かったことにより、和解交渉が得意になった。
杏子と同様「仮採用」のため、事務所の雇用枠「1」を巡り、常に彼女の動向が気になっている。また、多田が杏子に対してひいきしていると感じる。
以前の法律事務所では、企業などに対しての和解交渉に長けているが、法廷に立つことは一度もなかった。第4話の翔平による「傷害致死事件」の弁護で初めて法廷に立つ。
第9話で、事務所の雇用枠は杏子に決まり、「神山多田法律事務所」を退職した。最終回で、多田の贈賄罪に関する裁判に検察側の証人として出廷し、フットサル仲間から多田が小宮にお金を渡したのを聞いたと証言する。終盤は、盗作容疑の裁判で神山の父・大輔とともに被告側代理人として、原告側代理人の杏子と神山の2人と争った。
『おカネの切れ目が恋のはじまり』（2020年のTBS系「火曜ドラマ」）のスピンオフ『恋の切れ目がおカネのはじまり?』では、板垣純（演 - 北村匠海）のライブ配信に朝飛からのメッセージが表示される。
佐竹凛子（さたけ りんこ）
演 - 末永みゆ
事務所の訪問者に対して、ほぼ最初に応対する女性。
井上弘昌
演 - 本間剛
弁護士。
早坂那津子
演 - 枝元萌

郡山肇
演 - 松澤傑

神山佳恵（かみやま よしえ）
演 - 賀来千香子
共同代表兼弁護士。動揺したときは、甘いものを食べる癖をもつ。
弁護士という仕事に人生のほとんどを捧げてきたため、専業主婦から16年ぶりに弁護士として復帰した杏子には厳しい態度で臨んでいる。
父親の大輔に憧れて弁護士に進むが、裁判に勝つために手段を選ばないことや仕事優先で家庭を放り投げることで、彼に対して反発するようになる。20年前に母親が亡くなったのは、大輔のせいと思い続けている。
第3話で、当初は杏子と朝飛の仮採用期間を半年にするが、経費がかかるということで3か月に変更すると多田に伝える。多田に伝えた際は、既に採用を朝飛と考えていた。しかし、第9話で杏子を本採用した。建前では杏子自身の実力と言うが、本音は杏子の夫が検事正に就任したのが採用理由であった。

### 東京地検特捜部
佐々木達也（ささき たつや）
演 - 滝藤賢一
特捜部員。壮一郎が東京地検特捜部長を務めていた時の腹心の部下。収賄容疑で逮捕された壮一郎の取り調べを担当する。壮一郎の収賄容疑相手である「トミオカ精工」について調査している。
1年前から、南原の汚職疑惑を壮一郎と一緒に追っていたが、南原に捜査状況を漏らしたり、秘書に扮して亜紀に壮一郎をハニートラップするように指示したりした。強い検察を取り戻すために、検察に顔が利く南原が必要で、彼の汚職に目をつぶっていた。
第9話で、疑った壮一郎に対して何も言わなかったが、彼に南原と密談した証拠写真を見せられて観念し、「見せてください！あなたが作る強い検察を」の遺言を残して飛び降り自殺した。
吉村祐介
演 - 矢柴俊博
第2話で大輔の罪を起訴した検事。
以前は壮一郎の下で特捜部にいたが、追い出した彼に対して恨みを持ち続けている。
大輔を有罪に追い込むため、検査結果の証拠をあえて外したかどうかを裁判官の曽野に確認され、慌ててしまう。
第7話から特捜部員に復帰し、壮一郎を尾行している。
竹田修二
演 - 池下重大
検察事務官。
脇坂博道（わきさか ひろみち）
演 - 吉田鋼太郎
特捜部長。逮捕された壮一郎の後任として現職に就く。第5話で妻の怜子と離婚した。
壮一郎のことは常に意識していて、自身の更なる出世のために収賄容疑の全貌に迫り、あらゆる手を使って彼を自白させようと尋問している。
第3話で、「東神鉄道脱線事故」の半年前に東神鉄道が列車整備部品を架空計上したという取り調べで、会社を不起訴にした当時の横浜地検の責任者で、不起訴にしなければ脱線事故を未然に防げたのではとマスコミの標的にされる。
第9話で、佐々木の自殺に伴って南原の汚職が明るみに出たことで、検事正の御手洗に管理責任を問われるようになる。長年いがみ合ってきた新検事正の壮一郎から、左遷されない見返りに多田の贈賄容疑について調査指示を受け、多田を逮捕した。その後は多田を贈賄罪で起訴し、検事として公判に立つ。壮一郎が御手洗を連れて行った際、杏子に壮一郎のことを「私情を絡ませて上に怪しまれないようにする策略家」と称賛し、彼女と和解の握手をした。
蓮見壮一郎（はすみ そういちろう）〈53〉
演 - 唐沢寿明
杏子の夫。前東京地検特捜部長で、将来の検事総長としても期待されていた。
ある日突然、「トミオカ精工」との収賄容疑と女性スキャンダルが持ち上がり逮捕され、一瞬にして家族も地位も名誉も失ってしまう。さらに取り調べでは、自身の失脚により特捜部長に就任した脇坂と、元部下で腹心の間柄だった佐々木から追い詰められることになる。
第3話で、面会した杏子に対して、幼少時の隼人が自転車にうまく乗れなかった原因を解決のヒントとして与えた。この件は、東神鉄道の架空計上に関する当時の責任者である脇坂を追い詰めるために、顧問弁護士の林と共に仕組んだ計画的な罠であった。
第4話で、脇坂によって収賄容疑で起訴され保釈申請するが、却下された。第5話で、脇坂の元妻・怜子の情報を聞いた杏子から自宅が盗聴されているのを聞いて、脇坂の弱みにつけこんで保釈が認められた。
第6話で保釈され、自身の罪に問われている事件が南原絡みであることが判明し、林に対して上辺だけの証言をするようになった。緊急釈明会見を林に同席するように依頼するものの、彼が辞任し杏子が弁護を申し出たことにより、夫妻で釈明会見をすることになった。
第8話で、電話で佐々木が亜紀に用意された金額を具体的に言ったことで、彼に疑いを持つようになった。多田に改ざん前の決裁文書をコピーするように伝え、その文書を疑った佐々木に破棄するようにと伝えられ従った。
第9話で、起訴は取り消され、御手洗に代わって東京地検 検事正に就任する。就任後は、多田の件と並行して御手洗の件も調査していた。最終回で、離婚届を入れた封筒に自身と杏子の結婚指輪を入れて彼女と離婚し、その後は一人暮らしをしている。

### 蓮見家
蓮見隼人（はすみ はやと）
演 - 小林喜日
杏子と壮一郎の息子。高校1年生。料理が得意で、杏子にLINEで料理したものを送り続けている。
杏子が弁護士に復帰したあとはサッカー部をやめ、忙しい杏子と綾香に気遣いを見せている。壮一郎には離婚するようにと厳しい態度をとり、杏子と綾香の本当の気持ちを代弁する。冤罪が晴れた後になっても家に戻らない壮一郎に違和感を覚え、杏子に対しての電話で「お母さんの好きにしていいよ」と気遣った。
蓮見綾香（はすみ あやか）
演 - 安藤美優
杏子と壮一郎の娘。中学1年生。杏子譲りの明るい性格。
蓮見幸枝（はすみ さちえ）
演 - 高林由紀子
壮一郎の母。夫は他界し、広い家に1人で住んでいる。壮一郎に差し入れはするが、面会は一度も訪れたことがない。
第6話で、亜紀の公表後に孫の身の安全を守るため、杏子から隼人と綾香を一時的に預かる。

### その他
小宮竹生（こみや たけお）
演 - 野間口徹
多田のフットサル仲間。
第4話で、裁判官として翔平による「傷害致死事件」の訴訟を受け持つ。
多田の贈賄容疑の元となった傷害事件の一審の裁判官を受け持ち、無罪判決を出す。
「冤罪被害者の会」を支援し、多田もその団体に寄付している。
戸梶涼太（とかじ りょうた）
演 - 中林大樹
東京地検刑事部 検事。円香とはお互いの裏情報を交換し合う間柄。
壮一郎が東京地検 検事正に就任してから、円香に協力できなくなる。
保坂昌也
演 - 井本貴史
多田のフットサル仲間。
相原友祐
演 - 古山憲太郎
多田のフットサル仲間。
林幹夫（はやし みきお）
演 - 博多華丸
壮一郎の顧問弁護士。
壮一郎の依頼を受けて、多田と脇坂に関することを調査している。
第6話で、壮一郎が本音を語らずお飾りの弁護をすることに嫌気が差し、彼の顧問弁護士を辞任した。
遠山亜紀（とおやま あき）
演 - 相武紗季
毎朝新聞社の記者で壮一郎の女性スキャンダル相手。結婚して娘を授かったが、家庭を犠牲にして記者に没頭したため、3年前に離婚した。
壮一郎とは情報提供を通じて信頼関係を築いてきたが、一緒にいるところの写真を撮られ、一線を越えた付き合いをしていると記事にされた。壮一郎の保釈後、彼と複数にわたって一線を越えた付き合いをしていることをネットのインタビューで公表したあとに毎朝新聞社を退職し、倉庫内で仕分けのパートをしている。
杏子に対して最初は何も話さなかったが、彼女が娘の小春のことを話してから壮一郎との関係について口を割る。南原の秘書に扮した佐々木との取引で、娘の手術費用を出す見返りとして壮一郎にハニートラップを実行し、壮一郎とは何もなかったと杏子に話して謝罪した。
南原の汚職の証拠となる改ざん前の経済特区に関する決裁文書を保管しており、杏子に手渡す約束をしたが、翌日に駅の階段から転落して意識不明の重体に陥る。
御手洗直人
演 - 中村育二
東京地検 検事正。第9話で次長検事に就任する。
多田の贈賄容疑の元となった傷害事件の二審の裁判官に、有罪にするように便宜を図った証拠のメールを壮一郎に開示され、壮一郎と同行することとなる。
井出昇二
演 - トクナガクニハル
IT企業「イーデンス」社長。
倒産した「トミオカ精工」の元役員を再就職させた。
南原次郎
演 - 三遊亭円楽
内閣官房副長官。民自党国会議員。検察庁のOBで、今も検察に顔が利く人物。
壮一郎が自身の調査に動いていることを察し、脇坂に彼の収賄容疑を有罪に持ち込むように念を押す。第9話で、佐々木の自殺に伴って汚職は公にされ、「イーデンス」株のインサイダー取引の容疑で逮捕された。
木内幸久
演 - 丸山智己
円香の元夫。DVが原因で離婚された。
離婚後に円香の件で興信所に依頼した結果、彼女が検察事務官を退職した本当の理由を知るようになり、彼女に対して退職理由を公表しない代わりに口止め料を請求する。

### ゲスト

#### 第1話
日下部直哉（くさかべ なおや）
演 - 武田鉄矢
インターネット配信番組「日下部直哉の真実報道」のメインキャスター。
以前は地上波のフリーキャスターとして活躍し、歯に衣着せぬ発言を連発してファンが多かったが、局とトラブルを起こして現在の職に就く。
川崎市のスーパーマーケットで浜口玲奈が行方不明となった「4歳女児行方不明事件」に関し、扇情的に彼女の母・美里を犯人扱いしたことで、彼女の父・直樹に名誉棄損に基づく損害賠償を訴えられるが、逆に彼を損害賠償で訴える。
裁判は双方の請求が棄却されるが、玲奈の無事の報告を受け保護されたとき、多田に控訴することを告げられ、和解を望んだ場合の条件として1億円を提示される。
浜口直樹（はまぐち なおき）
演 - 泉澤祐希
玲奈の父。
前述事件の報道に関する名誉棄損に基づく損害賠償を日下部に訴え、杏子と多田が弁護をする。
市原賢吾
演 - 横田栄司
日下部側弁護士。当初は直樹の訴えを示談に持ち込もうとした。
山中宏隆
演 - 坂田聡
裁判官。前述事件の報道に関する日下部と直樹の双方に対する名誉棄損に基づく損害賠償請求訴訟を受け持つ。
初公判では、おつまみを食べながら聞いていた。
伊達安奈
演 - 伊藤さおり
美里が深夜に来院した当時、その病院に出入りした清掃スタッフ。直樹側の証人として出廷する。
日下部のファンで、「日下部直哉の真実報道」で自身の情報を採用されたいがために美里が育児ノイローゼで中絶しようとしたデマを彼に伝えた。
藤堂
演 - 真下有紀
美里が妊娠後期に不正出血で深夜に来院した病院の産婦人科医。
安田陽子
演 - ぼくもとさきこ
伊達と一緒に、美里が深夜に来院した当時、その病院に出入りした清掃スタッフ。
浜口美里（はまぐち みさと）
演 - 市原茉莉
玲奈の母。
日下部が前述事件の犯人扱いをしたことで、世論に追い詰められ自殺した。
浜口玲奈（はまぐち れいな）
演 - 野田あかり
「4歳女児行方不明事件」の被害者。
警視庁により、八王子に住む子どものいない夫婦に連れ去られ、無事であることが判明する。

#### 第2話
神山大輔
演 - 橋爪功（最終回終盤）
「神山多田法律事務所」の名誉顧問で神山佳恵の父。弁護士。甘いものが苦手。
商工会議所のパーティーを少しだけ出席後、車で甘くないチーズ味のたい焼きを求めて「鳴門鯛焼本舗」に向かう。車の中でたい焼きを食べ意識が朦朧としているところ、警察官の牧原に職務質問される。牧原がその場から離れた隙に逃走して器物損壊事故を起こし、彼に公務執行妨害罪の現行犯で逮捕された。その後、飲酒運転および公務執行妨害罪で起訴され、杏子に弁護を依頼する。
初期の認知症を患っており、意識が朦朧としたのは認知症の症状を緩やかにする薬の副作用によるものと杏子は気づき、「飲酒運転をしていない決定的証拠になる」と彼女に病を告白するように説得されるが、誰にも心配をかけたくない理由で拒否する。
別件の決定的証拠が見つかって無罪となり、その後は娘の佳恵に初期の認知症であることと名誉顧問を辞職することを伝えるが、独立して新しい事務所を立ち上げ引き続き弁護士活動を行なうこととなる。
最終回終盤で、盗作容疑の裁判で朝飛とともに被告側代理人として、原告側代理人の杏子と神山の2人と争った。
牧原哲也
演 - 竹井亮介
大輔を公務執行妨害罪で逮捕した警察官。検察側の証人として出廷する。
大輔の初公判では、検察側の証拠映像を見返した杏子によって、公務執行妨害は立証不十分として修正された。大輔の飲酒運転については、意識が朦朧としている彼に職務質問し、最初のアルコール検査を機器の故障で出来ず、新しい機器を取りに行った際に彼が逃走したことにより飲酒運転と判断したことを証言する。杏子に花粉症であることを公判で明らかにされる。
曽野節子
演 - 松本紀保
裁判官。大輔の罪による訴訟を受け持つ。
公判中に口を挟む大輔と検察側の証拠映像を何度も見返す杏子に対して苛立っていた。
高井明
演 - 木本武宏
天然鯛焼屋「鳴門鯛焼本舗」店主。大輔側の証人として出廷する。
店が混雑時、大輔がチーズ味のたい焼きを注文した際に、彼から酒の匂いはしなかったと証言する。
宝飾店店員
演 - 村上佳菜子
壮一郎が杏子にプレゼントしたネックレスがあった宝飾店の店員。
壮一郎がネックレスを賄賂で受け取ったとの疑惑をもって店に訪れた杏子に対して、購入記録の情報を伝える。
三浦秀夫
演 - ボブ鈴木
ミウラフーズ代表取締役社長。検察側の証人として出廷する。従業員に人権侵害で訴えられ、大輔が従業員側の弁護につき、裁判に敗訴し賠償金をとられた過去を持つ。
公判で大輔が器物損壊事故前に商工会議所のパーティーで日本酒を飲んでいたと証言する。しかし、大輔曰く前述裁判の逆恨みによる偽証と杏子たちに打ち明ける。

#### 第3話
河合映美
演 - 江口のりこ
東神鉄道の顧問弁護士。「東神鉄道脱線事故」で東神鉄道側の代理人を受ける。妊婦。
前述事故は居眠り運転で起きた事故として見舞金50万円で対応し、応じなければ車両損害賠償を請求する訴えを持ち込む。
形勢が不利になると、妊婦の立場を利用しての体調不良を理由にして打ち合わせを延期する手段を行なう。
事故の本当の原因が列車のブレーキの不備と知ってから、争点が変わって弁護出来ないことを理由に安西を見捨て打ち合わせを退出した。
安西博嗣
演 - 高木渉
東神鉄道の労務担当役員。
前述事故に関する最初の打ち合わせで、過重労働に関しては徹底的な指導の下で行なっているのであり得ないと答えている。しかし、杏子たちが北原の聞き込みに行っている情報を聞き、列車のブレーキの不備が表面に出る前に、見舞金を2000万円で上乗せして過重労働で起きた事故と認めた。
しかし、北原が真実を打ち明け河合が退出してから、本音を漏らしてしまう。
井口晴乃
演 - 安藤聖
前述事故で運転して死亡した井口達雄の妻。2人の息子を持つ。
壮一郎の顧問弁護士である林の紹介で杏子に代理人を依頼する。そして、多田と朝飛も代理人として加わる。過重労働で起きた事故として東神鉄道に1億円の賠償金を請求する。
北原隆司
演 - 平原テツ
オーバーランを起こしたことのある東神鉄道の元運転士。前述事故が起きた後に退職し、別会社に再就職した。退職後は社宅からタワーマンションに引っ越した。
東神鉄道に口止めされていたが、真実が公になり共犯となるのを嫌って、杏子たちに真実を証言する。
小川祥子
演 - 山本裕子
東神鉄道の労務担当。
会社の指示で、列車のブレーキの不備を隠蔽するために、過重労働による居眠りが事故の原因であると、杏子たちにあえてリークした。
島田行彦
演 - 阿部亮平
線路下で暮らしているホームレス。前述事故後から事故現場に花を手向け続ける。
事故の際に列車の汽笛が鳴るのを聞いた。この証言により、事故の原因が過重労働による居眠りではなく、列車のブレーキを踏んで汽笛を鳴らし、ブレーキが効かずにオーバーランをしたブレーキの不備と判明するきっかけとなる。
クラブのママ
演 - 森崎友紀
多田とは顔見知りの女性。
遠藤英明
演 - 新貝文規
小林章宏
演 - 大谷幸弘
上記2名は共に、井口が前述事故を起こす前に、オーバーランをしたことがある東神鉄道の運転士。
杏子たちが聞き込みに来た際は、河合に口止めされていたため真実を答えなかった。

#### 第4話
荻原奈津子
演 - 須藤理彩
翔平の母。蓮見一家が高級住宅地に住んでいたとき、杏子とは親友と言えるほどのママ友だったが、壮一郎が逮捕されてから最初に彼女を見捨てた。
杏子に「傷害致死事件」を示談にするか裁判で争うかの選択を迫られたとき、息子が嘘をつく子ではないと信じ裁判で争うように依頼した。息子の容疑が晴れて杏子を食事に誘うが、彼女に口先だけの言葉と思われ別れを告げられた。
荻原翔平〈17〉
演 - 佐藤緋美
蓮見一家が以前住んでいた高級住宅地で暮らしている高校生。野球部所属。半年前までエースだったが、肩を壊してレギュラーを外されてから素行が悪くなる。
とあるマンションで同じ野球部員の中村と喫煙しているところを、管理人に見つかり逃走する。その後、喫煙の件で大会に出られなくなることを不安がり、「神山多田法律事務所」に訪れて杏子に相談する。杏子と一緒に自宅に向かい、彼女と母の奈津子が話しているところに警察がやって来て、管理人を転落死させた傷害致死容疑で逮捕された。一貫して無罪を主張するが、管理人の服についていた指紋と事故現場にあった野球部専用の靴の足跡が彼のものと一致し起訴され、朝飛がメイン、杏子がサブとして弁護をする。
野球部専用の靴底に付着していた成分が異なっていたのが決め手となり、「傷害致死事件」の控訴は取り消しとなった。
宇佐美沙織
演 - 霧島れいか
友也の母。蓮見一家が以前住んでいた高級住宅地のママ友の中心的存在。
宇佐美友也
演 - 水沢林太郎
蓮見一家が以前住んでいた高級住宅地で暮らしている高校生。翔平と同じ高校で野球部所属。
杏子たちの聞き込みで、「傷害致死事件」のあった日の夜中に家を出ていない証拠として、野球部専用の靴を提出するように言われたが、提出できなかった。
中村明宏〈17〉
演 - 前田旺志郎
翔平と同じ高校に通っている高校生で、彼と同じ野球部所属。検察側の証人として出廷する。
とあるマンションで翔平と喫煙しているところを、管理人に見つかり彼と別方向に逃走する。管理人と翔平が非常外階段でもみあいになっているのを目撃し、彼が管理人を転落死させたと証言する。しかし、夜中で顔がハッキリ分からず野球部のウインドブレーカーを着ていただけで翔平と判断した。
高岡英俊
演 - 富岡晃一郎
翔平による「傷害致死事件」を起訴した検事。
江原敦〈34〉
演 - 平井“ファラオ”光
マンション管理人。
非常外階段で野球部のウインドブレーカーを着た男性ともみあいになっているところで、バランスを崩して転落死した。
傍聴人
演 - 阿曽山大噴火（最終回）
翔平による「傷害致死事件」の裁判を傍聴したひとり。最終回で、多田の贈賄罪に関する裁判も傍聴した。

#### 第5話
東城ちなみ
演 - 銀粉蝶
数矢の正妻。数矢を30年前から支え続けたが、7年前から別居している。
「東城夫妻の離婚協議における財産分与」で数矢の総資産の半分10億円と慰謝料1億円を合わせた11億円を請求し、杏子と多田が代理人を受ける。
数矢が意識不明の重体に陥ってからは、一転して離婚を取りやめ、彼の延命治療を望む。その後、数矢の血液検査で睡眠導入剤が検出されたことにより、警察から重要参考人として事情聴取を受ける。
数矢の遺言書の真実を聞いてから、彼の財産分与を放棄した。その代わり、数矢の延命治療については唯奈と納得いくまで話し合いたいと、彼女に伝える。
東城数矢
演 - 宇崎竜童
資産20億円のロックスター。売れていないころは、ちなみとマネージャーに支えられていた。そのため、遺言書に財産分与はちなみとマネージャーの2人の名前を書いていた。
1週間後に控える唯奈との結婚式のために、「東城夫妻の離婚協議における財産分与」を早急に解決したがっている。
唯奈のために作ったラブソングの映像を彼女に贈った後、2度目の打ち合わせに向かっている途中でバイク事故に遭って意識不明の重体に陥り、植物状態となる。唯奈と彼女との間にできる子どものために、遺言書を書き換える予定だった。
栗山美咲
演 - 芦名星
「MDL総合法律事務所」の弁護士。多田の半年前まで彼女だった。事務所の同僚と結婚する予定。
「東城夫妻の離婚協議における財産分与」で、数矢側の代理人を受ける。ちなみの11億円の請求に対して6000万円が妥当と反論するが、早期解決のために5億円で妥協する。
脇坂怜子
演 - 峯村リエ
脇坂博道の妻。
脇坂との離婚の相談で「神山多田法律事務所」に訪れ、杏子を指名する。
脇坂の自宅PCから壮一郎に関するデータフォルダを発見し、そこから知り得た情報は公表しないとの条件で離婚の成立を進めようとした。しかし、脇坂が蓮見家に盗聴を仕掛け、その録音データを保管していることを杏子に打ち明ける。
小川唯奈
演 - 松本まりか
数矢の愛人。モデルで数矢との間に妊娠4か月の胎児を身ごもっている。
数矢が意識不明の重体に陥ってからは、彼がかっこいいままでいて欲しいために延命治療を望んでいない。
三宅博之
演 - 阿南健治
数矢の個人事務所のマネージャー。
数矢が唯奈と付き合う前まで、彼の遺言書を預かっていた。

#### 第6話
三栗谷剛
演 - 春風亭昇太
脳梗塞の後遺症で左半身が麻痺し、車椅子生活している弁護士。3か月前まで大手法律事務所「G&Y法律事務所」に20年間在籍し、集団訴訟において企業側の代理人をして実績を作った。
中堅建設会社「海老塚建設」への集団訴訟における原告側代理人の座をめぐって杏子と多田に割って入り、弱者目線で情に訴える手段でもぎとろうとする。
本来の目的は総合商社「テイショーコーポレーション」の顧問弁護士になることで、「海老塚建設」の集団訴訟を丸く収めてアピールする。実際に1人あたりの賠償金を安くして実績を作ったことにより、念願叶って「テイショーコーポレーション」の顧問弁護士になる。
坂口孝彦
演 - 温水洋一
辻本則之
演 - 嶋尾康史
上記2名は共に、「海老塚建設」が請け負う工事で使われていた資材「クロソナイト」で肺の病気にかかり、集団訴訟する原告団・代表。
「海老塚建設」への集団訴訟は、裁判せずに1人あたり2000万円の賠償金で和解成立した。
情報屋
演 - 今井隆文（最終回）
円香が利用している情報屋。
「海老塚建設」前でホットドッグの移動販売を兼ねて張り込みを行なう。
警備員
演 - サミ・ポップ
「海老塚建設」の警備員。
会社秘書
演 - 今泉佑唯
「海老塚建設」とつながりのある「テイショーコーポレーション」の会社秘書。

#### 第7話
剣持宏光
演 - 浜野謙太
IT企業「ケンズランド」社長。アパレルやインテリアの通販サイトで自らも宣伝して名を上げる。古民家暮らし。
上映中の映画「成り金」で、自身がモデルと思われる主人公を無断で使用された上に悪質に描かれたことにより、自身と会社に多大な損失を被ったことで、映画プロデューサーに対して名誉棄損で訴える。ただし賠償金を請求せず、上映中止と映画プロデューサーが自身の経営しているネット動画で謝罪するもの。多田に弁護を依頼し、杏子と朝飛もサブとして弁護に加わる。
上映中の映画「成り金」の主人公は自身がモデルであることを証言する人物を、多田が見つけ出したことにより、上映中止と映画プロデューサーの謝罪を勝ち取る。そして、今後の自身の会社の顧問弁護士を「神山多田法律事務所」で契約する。
二見芳郎
演 - 田中要次
映画「成り金」を手がけたプロデューサー。制作会社社長。「成り金」を上映する前までは経営状態が良くなかった。
公判中は一貫して無罪を主張し、剣持と「成り金」の主人公に類似点があっても偶然としらを切る。上映の劇中に企業名・商品名を表示するプロダクトプレイスメントによる手法で、スポンサーを集めて収益を出し続けている。
「成り金」の主人公は剣持がモデルであることを証言する人物が現れたことにより、上映中止とネットでの謝罪をすることになった。
上森孝明
演 - 松尾貴史（第8話）
毎朝新聞社にいた亜紀の元上司。
会社に訪れた杏子に対して、亜紀が既に退職したことを伝える。再び訪れた杏子に対して亜紀が家庭を犠牲にしてまで記者に没頭していたと伝えたことで、亜紀が結婚して離婚した過去を杏子が知るきっかけを作る。
店長
演 - 前野朋哉
映画「成り金」のグッズを販売している店長。
店に訪れた多田と朝飛に対して、「成り金」の主人公は剣持がモデルと知って映画のスポンサーについたことを漏らしてしまう。このことを法廷に立って証言するように多田に言われたが拒否する。しかし、2年前に脱税しようとしたことを多田に指摘されて観念する。
田所正二
演 - 神奈月
映画「成り金」の脚本家。二見側の証人として出廷する。
家入繁明
演 - 間慎太郎
内閣府の職員。
南原の不正に関する情報提供者として壮一郎に近付こうとしたが、吉村他の特捜部員たちに捕まる。その後、脇坂の取り調べを受け、情報の入ったUSBを提出する。やがて、USBは脇坂を伝って南原の手元に渡る。
大崎幸輝
演 - 矢崎まなぶ
裁判官。剣持が訴えた名誉棄損による訴訟を受け持つ。
松井洋次郎
演 - 中村無何有
映画「成り金」で剣持をモデルにした主人公を演じる。
愛唯
演 - 安倍乙
映画「成り金」に出演したキャストのひとり。

#### 第8話
宮前文昭
演 - 春海四方
内閣府 特命推進事務局長。経済特区に関する決済文書を改ざんした人物。
多田との取引で、改ざん前と改ざん後の経済特区に関する決済文書を手渡した。
富岡博信
演 - 長江英和
倒産した「トミオカ精工」元社長。壮一郎の収賄罪に関する初公判で検察側の証人として出廷する。
安達輝夫
演 - 岩瀬亮
亜紀の元夫。3年前に離婚して、小春を男手ひとつで育てている。
安達小春〈4〉
演 - 五條千衣
亜紀と輝夫の娘。亜紀とは3年前から一度も会っていないため、彼女が母親であることを知らないが、手術のために大金を寄付してくれた女性であることは知っている。
亜紀が用意したお金で、アメリカで心臓移植手術を受ける。

#### 第9話
面接官
演 - 住田裕子、清原博、角田龍平
上記3名は、杏子が16年ぶりに弁護士に復帰する際に面接を受けたときの、それぞれの法律事務所の面接官で弁護士。

#### 最終回
真鍋侑介
演 - 鈴木拓
居酒屋「真鍋」の店主。小宮が支援している「冤罪被害者の会」のメンバー。
小宮が冤罪判決を下した際の被害者だったが、いまは彼のことを感謝している。
吉野保志
演 - 山本圭祐
多田の贈賄容疑の元となった傷害事件の目撃者。多田の贈賄罪に関する裁判に出廷する。
斉藤亮二
演 - 矢崎まなぶ
裁判官。多田の贈賄罪に関する裁判を受け持つ。

## スタッフ
- 原作 - 『The Good Wife』（CBS Corporation製作）
- 脚本 - 篠﨑絵里子
- 主題歌 - BUMP OF CHICKEN「Aurora」（トイズファクトリー）[19]
- 音楽 - ワンミュージック
- ロケ特別協力 - CROSS DOCK HARUMI
- 美術特別協力 - ACTUS
- 法律監修 - 國松崇、一般社団法人リーガルパーク
- 警察監修 - 石坂隆昌
- 医療監修 - 中澤暁雄
- ナビ番組 - 平野晃司
- コミュニケーションディレクター - 梅田悟司
- アートディレクター - 田村雪絵
- デザイナー - 河内貴春
- チーフプロデュース - 瀬戸口克陽
- プロデュース - 東仲恵吾
- 演出 - 塚原あゆ子、山本剛義、松木彩
- 制作 - CBS Corporation、TBS

## 放送日程
| 各話                                                                        | 放送日  | サブタイトル     | ラテ欄                                                                 | 原作                                    | 演出       | 視聴率 |
| --------------------------------------------------------------------------- | ------- | ---------------- | ---------------------------------------------------------------------- | --------------------------------------- | ---------- | ------ |
| #1                                                                          | 1月13日 | 家族の裏切り     | 16年ぶりの弁護士復帰!! 仕組まれた表現の自由… 理不尽に立ち向かう逆転劇  | S1E11 言論の自由 （Infamy）             | 塚原あゆ子 | 10.0%  |
| #2                                                                          | 1月20日 | その男、黒か白か | 有罪確定!! 黒い裁判で絶対勝利の命令が!! 深まる夫の疑惑と闇… 窮地に挑め | S1E9 三人目のパートナー （Threesome）   | 塚原あゆ子 | 11.5%  |
| #3                                                                          | 1月27日 | 隠された罠       | 最強妊婦弁護士現る 鉄道事故と夫の罠…                                   | S1E5 苦渋の選択 （Crash）               | 塚原あゆ子 | 09.6%  |
| #4                                                                          | 2月03日 | 過去との決別     | 過去との決別!! 親友の息子が殺人!? 裏切りの夫と対決                     | S1E3 過去との決別 （Home）              | 山本剛義   | 09.0%  |
| #5                                                                          | 2月10日 | 夫婦の条件       | 判明!!黒幕の正体… 妻vs愛人!!20億を巡る離婚劇                           | S1E21 最終宣告 （Unplugged）            | 山本剛義   | 08.5%  |
| #6                                                                          | 2月17日 | 崖っぷちの選択   | 夫の逆襲が始まる!! 迫る崖っぷちの選択                                  | S2E6 華麗なる駆け引き （Poisoned Pill） | 塚原あゆ子 | 09.5%  |
| #7                                                                          | 2月24日 | 消された真実     | 狂気の夫が覚醒へ!!反撃!! 消された真実を取り戻せ!!                      |                                         | 松木彩     | 08.9%  |
| #8                                                                          | 3月03日 | 裏切り者         | 激震!!事件が決着へ 驚愕の真相と裏切り者の正体とは                      |                                         | 塚原あゆ子 | 08.7%  |
| #9                                                                          | 3月10日 | 堕ちた正義       | 最終章!!覆る真実… もう一人の裏切り者!!怒涛の逆襲                       |                                         | 山本剛義   | 09.7%  |
| #10                                                                         | 3月17日 | 最後の審判       | 妻VS夫!!遂に直接対決!! 逆転の法廷妻の決断は                            |                                         | 塚原あゆ子 | 11.5%  |
| 平均視聴率 9.7%（視聴率はビデオリサーチ調べ、関東地区・世帯・リアルタイム） |         |                  |                                                                        |                                         |            |        |

## 関連商品
- オリジナル・サウンドトラック、2019年3月6日発売
- Blu-ray BOX、DVD-BOX、2019年7月26日発売

## 受賞
- 第15回 コンフィデンスアワード・ドラマ賞
  - 主演女優賞：常盤貴子[23]